# Oxbrons banvaktstuga
Oxbrons banvaktstuga är en banvaktstuga längs Köping–Uttersberg–Riddarhyttans Järnväg i Skinnskattebergs kommun. Oxbrons banvaktstuga ingår i Ekomuseum Bergslagen.
Järnvägsdelen förbi Oxbron öppnades år 1866. Banvaktarstugan uppfördes år 1904 och en hållplats anlades intill stugan år 1932. Persontrafiken lades ner 20 år senare och det sista godståget gick år 1966. Banvaktarstugan, ett större uthus med vedbod och hemlighus, samt en tvättstuga är bevarade.